# Babingley
Babingley est un hameau et un village abandonné du Norfolk, en Angleterre. S'il fut une paroisse civile distincte, Babingley fait aujourd'hui partie de la paroisse civile de Sandringham.

## Situation
Babingley est situé à 1,6 km de Castle Rising et 9 km de King's Lynn.
Le hameau moderne est un groupe de quelques maisons le long de la route A149 reliant King's Lynn et Hunstanton.
Le site du village abandonné se trouve dans des champs à l'ouest de la route principale, marqué par la ruine de l'église paroissiale de St Félix.

## Toponymie
Babingley est attesté pour la première fois dans le Domesday Book de 1086 sous la forme de "Babinghelea". Le nom signifie "la clairière du peuple de Babba".

## Saint Félix
Babingley serait le lieu d'arrivée en Bretagne insulaire vers 615 de Félix de Burgondie, premier évêque des Angles de l'Est : les Wuffingas l'avaient invité pour évangéliser leur royaume. Babingley est éloigné de l'ancienne capitale royale de Rendlesham, mais on dit que Félix est arrivé ici par la River Babingley (en) après que son navire se soit mis à l'abri d'une violente tempête. Il se rendit à Canterbury où Honorius, archevêque de Canterbury, l'ordonna évêque à la demande du roi Sigeberht vers 630. Saint Félix construisit sa cathédrale à l'autre bout du royaume, à Dummoc, l'actuelle Walton. 
Une légende raconte que Felix fit naufrage sur la rivière Babingley mais qu'une colonie de castors le sauva de la noyade. En remerciement, Felix consacra le chef des castors comme évêque. Le panneau du village rappelle cette légende, montrant un castor portant une mitre d'évêque et s'occupant d'autres castors.

## Églises
Babingley a eu deux églises de l'Église d'Angleterre : une église paroissiale du XIVe siècle et une église de mission du XIXe siècle.

## Galerie

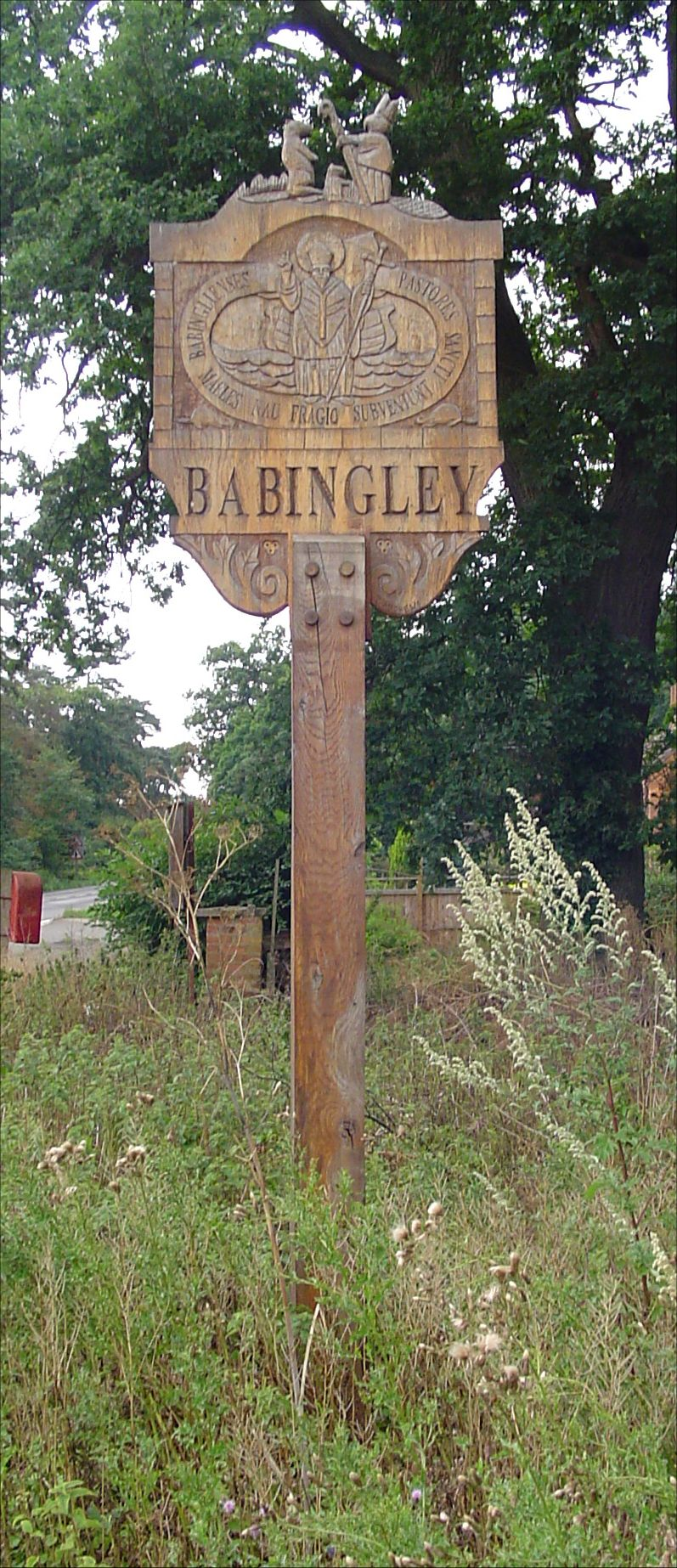
Panneau rappelant la légende selon laquelle Saint Félix aurait ordonné évêque un castor
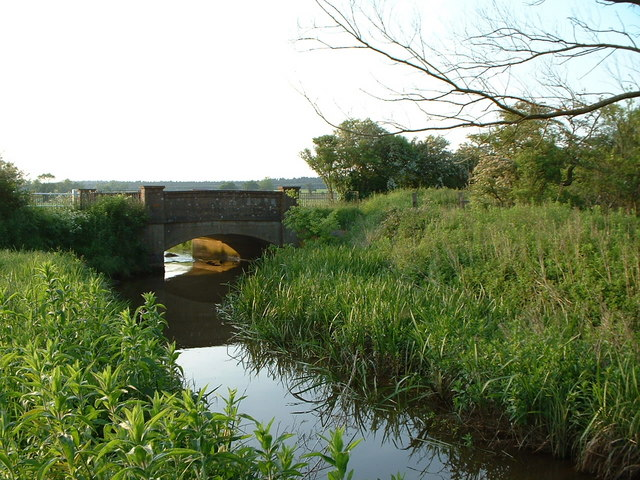
Pont sur la rivière Babingley
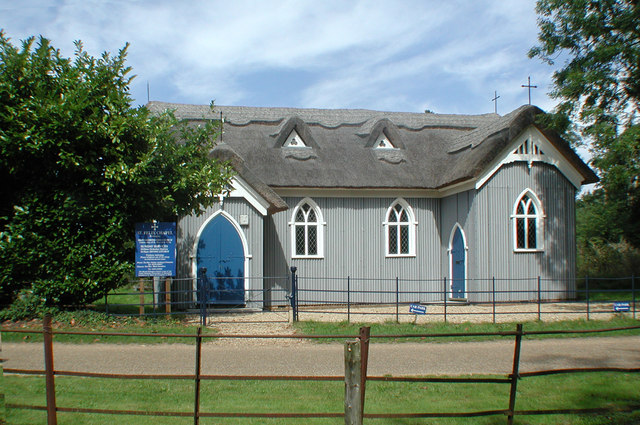
L'église en fer du XIXe siècle
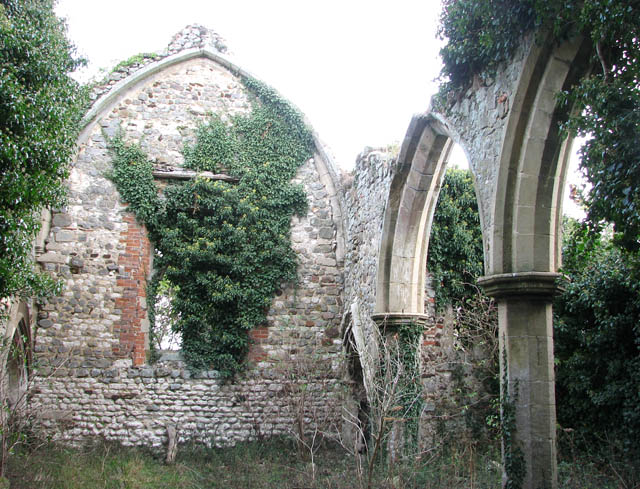
L'église en ruines

## Sources
- Neil Batcock, Ruined and Disused Churches Of Norfolk, coll. « East Anglian archaeology », 1992
- Francis Blomefield, An Essay Towards A Topographical History of the County of Norfolk, vol. 8, London, W Miller, 1808, 347–352 p. (lire en ligne), « Babingley »
- Nikolaus Pevsner, North-West and South Norfolk, vol. 2, Harmondsworth, Penguin Books, coll. « The Buildings of England », 1962 (ISBN 0-14-071024-8), p. 80
- F. Maurice Powicke et EB Fryde, Handbook of British Chronology, London, Royal Historical Society, 1961, 2nd éd.
- Michael Walsh, A New Dictionary of Saints: East and West, London, Burns and Oates, 2007 (ISBN 0-86012-438-X), p. 201